# Kubernetes
Kubernetes, або K8s — це відкрита система автоматичного розгортання, масштабування та управління застосунками у контейнерах. Розроблена компанією Google. Система підтримує ряд інструментаріїв з управління контейнерами, у тому числі Docker.
Назва «Kubernetes» походить від грец. κυβερνήτης, трансліт. kubernḗtēs (губернатор, керманич, лоцман). «Kubernetes» часто скорочують як «K8s», враховуючи вісім літер між «K» та «s» (нумеронім).

## Дизайн
Kubernetes визначає набір будівельних блоків («примітивів»), які спільно забезпечують механізми для розгортання, підтримки та масштабування застосунків. Kubernetes слабко зв'язний, та розширюваний, щоб відповідати різноманітним робочим навантаженням. Розширюваність в основному забезпечується API Kubernetes, що використовується внутрішніми компонентами, а також розширеннями та контейнерами, що працюють на Kubernetes.

### Поди
Основною одиницею планувальника в Kubernetes є под (англ. pod). Він додає вищий рівень абстракції групуючи контейнеризовані компоненти. Под складається з одного чи більше контейнерів, для яких гарантується розміщення на одному хості і які можуть ділитись ресурсами. Кожен под в Kubernetes в кластері має унікальну IP адресу що дозволяє застосункам використовувати порти без ризику конфлікту. Под може визначати том (англ. volume), такий як локальна директорія, або мережевий диск, і надавати його контейнерам в поді. Подами можна керувати вручну через API Kubernetes, або делегувати керування ними контролеру.

### Мітки та селектори
Kubernetes дозволяє клієнтам (користувачам, чи власним компонентам) додавати до будь-якого об'єкту API такого як ноди чи вузли (англ. nodes) пари ключ-значення, які називаються «мітками» (англ. labels). Відповідно, «селектори міток» (англ. label selectors) — це запити щодо цих міток, які дають відповідні об'єкти.
Мітки та селектори — це основний спосіб групування в Kubernetes, і вони визначають компоненти до яких застосовується операція.
Наприклад, якщо поди мають мітку tier (з такими значеннями як front-end, back-end) та release_track (зі значеннями на зразок staging, production), тоді операція зі всіма нодами back-end і staging може використовувати селектор на зразок:
tier=back-end AND release_track=staging

### Контролери
Контролер — це цикл узгодження, який приводить поточний стан кластера до бажаного. Це здійснюється за допомогою керування набором подів. Одним з різновидів контролерів є контролер реплікації (англ. replication controller), який завідує реплікацією та масштабуванням запускаючи задане число копій пода в кластері. Також він займається створенням подів на заміну тих які впали. Іншими контролерами які входять до ядра системи Kubernetes, є «DaemonSet Controller» для запуску рівно одного пода на кожній машині (чи підмножині машин), і «Job Controller» для запуску подів які працюють до логічного завершення, наприклад як частина пакетної задачі. Набір подів якими керує контролер визначається селектором міток в описі контролера.

## Архітектура

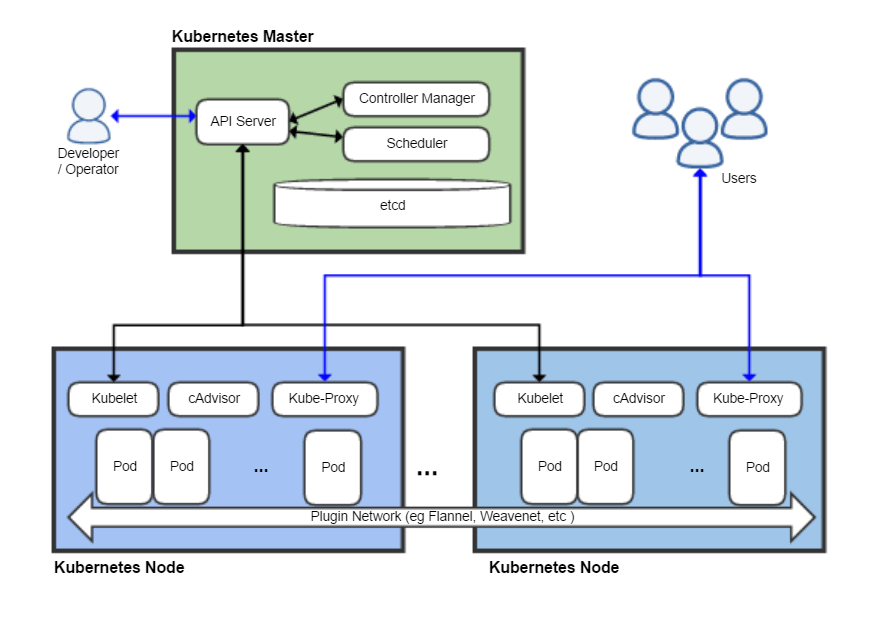
Діаграма архітектури Kubernetes

Kubernetes дотримується архітектури master/slave. Його компоненти можна розділити на ті що керують окремим вузлом, і ті які є частиною control plane.

### Kubernetes control plane (master)
Kubernetes Master — це основний модуль контролю кластера, який керує навантаженням та комунікаціями у системі. Kubernetes control plane складається з різних компонентів, кожен з яких є окремим процесом, які можуть запускатись як на одному так і на багатьох вузлах, підтримуючи кластер високої доступності. Цими компонентами є:

#### etcd
etcd — персистентне, легковагове, розподілене, сховище даних ключ-значення, розроблене в CoreOS яке надійно зберігає дані про конфігурацію кластера, і опис його стану в кожен конкретний момент часу. Інші компоненти стежать за змінами в цьому сховищі щоб привести себе до бажаного стану.

#### Сервер API
Сервер API надає API Kubernetes використовуючи JSON через HTTP, яке дає як внутрішній так і зовнішній інтерфейс до Kubernetes. Сервер API обробляє і валідує REST запити і оновлює стан об'єктів в etcd, таким чином дозволяючи клієнтам налаштовувати задачі і контейнери на різних робочих вузлах.

#### Планувальник (англ.Scheduler)
Планувальник це під'єднуваний компонент, який вибирає на якому вузлі буде виконуватись под (основна сутність якою керує планувальник), покладаючись на доступність ресурсів. Планувальник відслідковує використання ресурсів на кожному вузлі, щоб переконатися що навантаження не надмірне для доступних ресурсів. Для цього, планувальнику треба знати потреби в ресурсах, доступність ресурсів, та інші обмеження і директиви політик які надає користувач, такі як quality-of-service, вимоги афінності/анти-афінності, локальність даних і т. д. По суті, роллю планувальника є звести «пропозицію» ресурсів з «попитом» навантаження.

#### Менеджер контролерів (англ.Controller manager)
Менеджер контролерів — це процес який керує вбудованими контролерами Kubernetes такими як DaemonSet Controller та Replication Controller. Контролери спілкуються з сервером API щоб створювати, оновлювати і видаляти ресурси якими вони керують (поди, сервіси і т. д.).

### Вузол Kubernetes (slave)
Вузол (англ. The Node), також може називатись робітником або посіпакою (англ. Worker, Minion) — це машини, на яких розгортаються контейнери (робочі навантаження (англ. workloads)). Кожен вузол кластера має містити систему виконання таку як Docker, і компоненти перелічені нижче.

#### Kubelet
Kubelet відповідальний за робочий стан вузла, і він забезпечує «здоровий» стан всіх контейнерів на вузлі. Він займається запуском, зупинкою та підтримкою контейнерів застосунків об'єднаних в поди.
Kubelet спостерігає за станом пода, і якщо стан незадовільний, под перерозгортається на той самий вузол. Статус вузла повідомляється master вузлу кожні кілька секунд. Як тільки master виявляє несправність вузла, Replication Controller запускає поди на робочому вузлі.[джерело?]

#### Контейнер
Контейнер міститься всередині пода. Контейнер — це найнижчий рівень мікросервісу, що містить запущений застосунок, бібліотеки і їх залежності. Контейнери можуть робитись доступними для світу через зовнішню IP адресу.

#### Kube-proxy
Kube-proxy — це реалізація мережевого проксі та балансера навантаження, яка підтримує абстракцію сервісу та інші мережеві операції. Відповідає за маршрутизацію трафіка до відповідного контейнера на основі IP та номера порту вхідного запиту.

#### cAdvisor
cAdvisor — це агент спостереження, він також збирає дані про використання ресурсів та метрики продуктивності, такі як використання процесора, пам'яті, файлової системи та мережі контейнерами на кожному вузлі.

## Локальна розробка
Існують реалізації Kubernetes кластера, які можна запускати на одній робочій станції, призначені для локальної розробки і тестування: minikube та microk8s.

## Історія

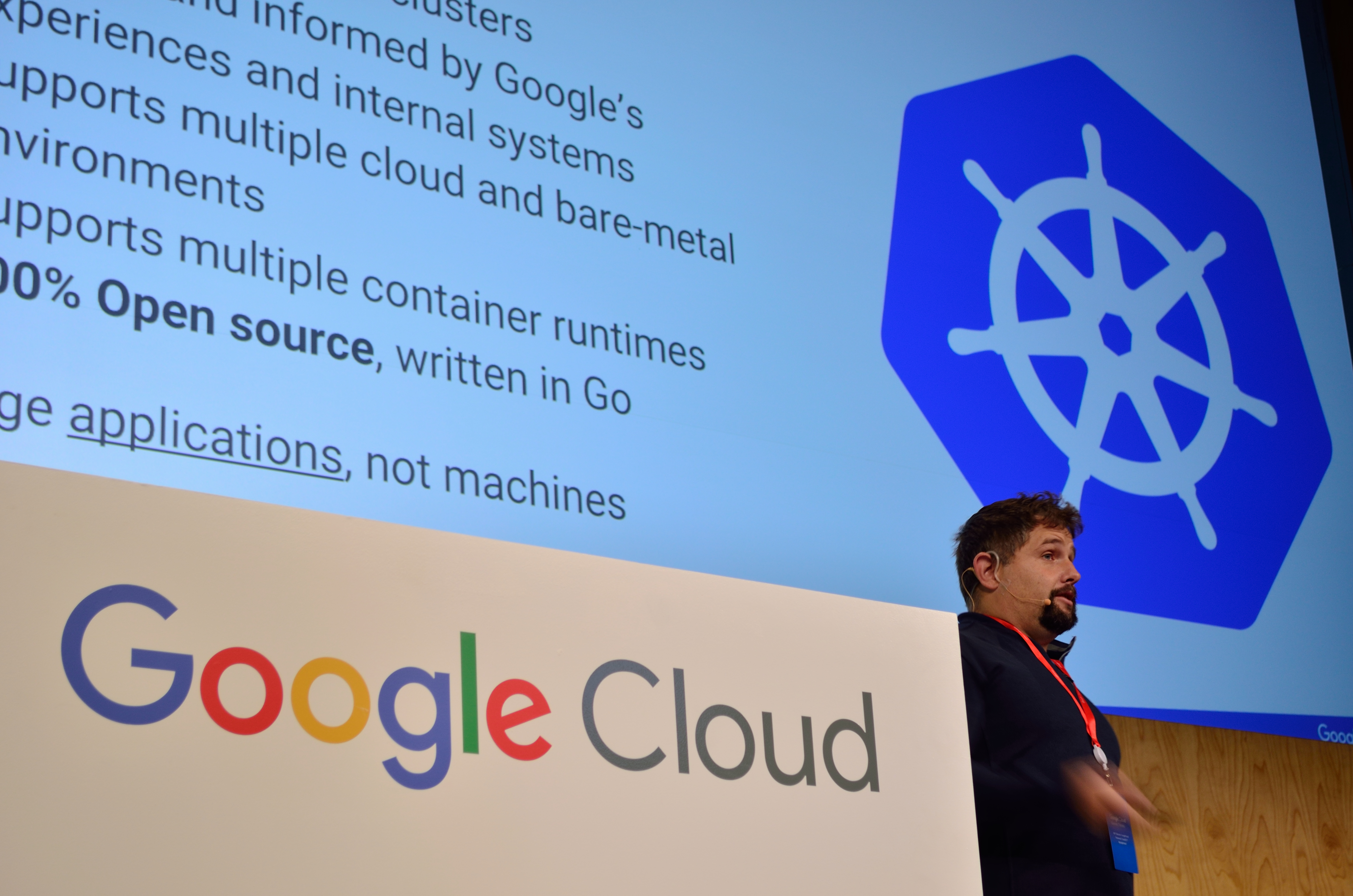
Доповідь про Google Container Engine на Google Cloud Summit

Kubernetes було анонсовано компанією Google 6 червня 2014 року. Проєкт був задуманий та створений співробітниками Google Джо Бедою, Бренданом Бернсом та Крейгом Маклакі. Невдовзі до участі в розробці проєкту долучилися й інші співробітники Google, зокрема Вілле Айкас, Дон Чен, Браян Грант, Тім Хокін та Деніел Сміт.  Невдовзі до зусиль приєдналися й інші компанії, такі як Red Hat та CoreOS, а також такі помітні учасники, як Клейтон Коулман та Келсі Хайтауер.
На розробку і проектування системи сильно вплинула система Google Borg, і багато хто з активних учасників проекту до того займались системою Borg. Початково мав робочу назву Project Seven, на честь персонажа Star Trek Seven of Nine, яка є «дружнішим» Борґом. Початково проект Borg було написано на C++, але Kubernetes переписаний на Go.
Kubernetes v1.0 випущений 21 липня, 2015. Одночасно з випуском першої Kubernetes v1.0, Google став партнером Linux Foundation сформувавши Cloud Native Computing Foundation (CNCF). 6 березня 2018, проект Kubernetes зайняв дев'яте місце за кількістю комітів на GitHub, та друге місце за кількістю авторів і відкритих задач, поступившись місцем лише ядру Linux.